# 威塞克斯组
威塞克斯組 （英語：Wessex Formation）是一層位於英國之內含大量化石的地質構造。威塞克斯組的歷史可以回溯到早白堊世的貝里亞期至巴列姆期。威塞克斯組的主要岩性為泥岩夾雜砂岩。它是威塞克斯盆地地層的一部分。暴露於波白克島和懷特島郡。雖然波白克島基本上沒有脊椎動物遺骸，但懷特島郡卻以有早白堊世時期歐洲最豐富和最多樣化的動物群化石而聞名。